# LGV Tanger–Kenitra
| LGV Tanger–Kenitra                    | LGV Tanger–Kenitra   |
| ------------------------------------- | -------------------- |
| Geplantes TGV-Streckennetz in Marokko |                      |
| Streckenlänge:                        | 200 km               |
| Spurweite:                            | 1435 mm (Normalspur) |
| Stromsystem:                          | 25 kV 50 Hz ~        |
| Streckengeschwindigkeit:              | 350 km/h             |
| Zweigleisigkeit:                      | durchgehend          |
|                                       |                      |

Die LGV Tanger–Kenitra (kurz für Ligne à grande vitesse Tanger–Kénitra) ist eine Eisenbahn-Schnellfahrstrecke in Marokko. Sie ist 200 km lang und führt von Tanger nach Kenitra. Die Strecke wurde am 15. November 2018 eröffnet. Seitdem nutzen Hochgeschwindigkeitszüge der ONCF-Marke Al Boraq die Strecke auf der Verbindung Casablanca–Tanger.

## Projekt
Diese Schnellfahrstrecke ist Teil eines Netzes, das dem französischen TGV-Netz nachempfunden ist und im Jahr 2035 eine Länge von 1500 km erreichen soll. Vorgesehen sind zwei Hauptstrecken: eine rund 900 km lange „atlantische Linie“ (Tanger–Rabat–Casablanca–Marrakesch–Agadir) und eine rund 600 km lange „Maghreb-Linie“ (Rabat–Meknès–Fès–Oujda). Der Abschnitt Tanger–Kenitra ist die erste Etappe der atlantischen Linie.
Zweck der Neubaustrecke ist es, die bereits bestehenden stark beanspruchten und kurvenreichen Strecken zwischen den Wirtschaftsmetropolen Casablanca/Rabat und Tanger zu entlasten. Mit der Verlagerung des Personenfernverkehrs auf die Schnellfahrstrecken soll die frei werdende Kapazität auf den atlantischen Altbaustrecken für den Güterverkehr zum Hafen Casablanca und zum Containerterminal Tanger-Med genutzt werden. Diese Maßnahmen sollen dazu beitragen, das Wirtschaftswachstum Marokkos zu erhöhen.
Langfristig soll die Maghreb-Linie über die Grenze bis nach Algier und Tunis geführt werden. Außerdem bestehen Pläne für einen Gibraltartunnel unter der Straße von Gibraltar, von Tanger nach Tarifa in der spanischen Region Andalusien. Dadurch kann die LGV Tanger–Kenitra an das europäische Hochgeschwindigkeitsnetz angeschlossen werden. Die Fahrtzeit zwischen den Hauptstädten Rabat und Madrid würde vier Stunden betragen.
Die Strecke ist mit ETCS Level 1 und 2 sowie GSM-R ausgerüstet. Der Auftrag dafür wurde im Frühjahr 2013 für 120 Millionen Euro vergeben.

## Planung und Bau

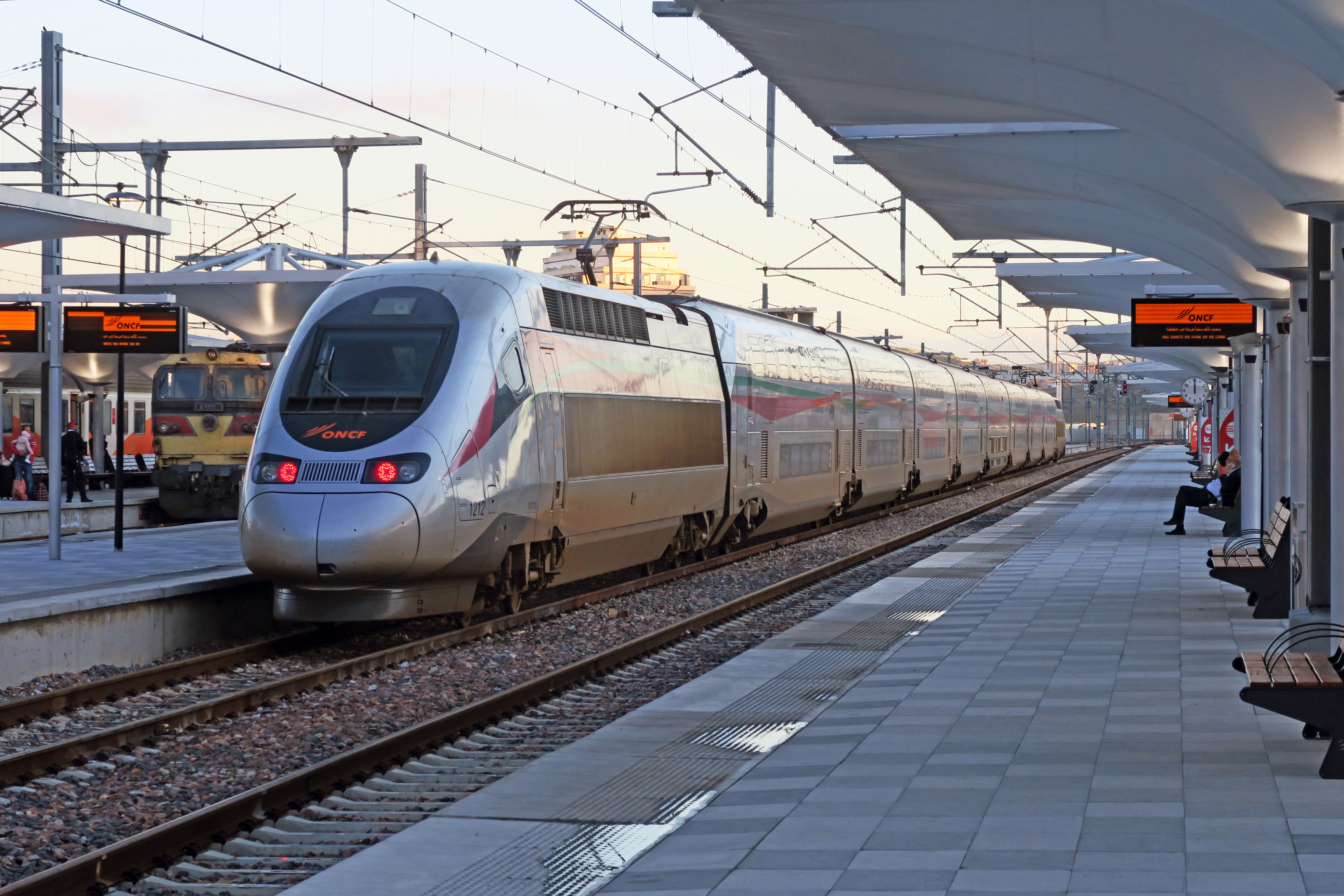
TGV-Zug des Typs RGV2N2 im Bahnhof Tanger-Ville (November 2018)

Im Oktober 2007 unterzeichneten der französische Präsident Nicolas Sarkozy und der marokkanische König Mohammed VI. ein erstes Vereinbarungsprotokoll zum Bau einer Schnellfahrstrecke nach TGV-Vorbild. Im Februar 2010 folgte die Unterzeichnung des definitiven Projektvertrags zwischen dem marokkanischen Staat und der Bahngesellschaft Office National des Chemins de Fer (ONCF). Im Dezember desselben Jahres bestellte die ONCF bei Alstom 14 Züge des Typs TGV Duplex im Wert von rund 400 Millionen Euro.
Der erste Spatenstich fand am 29. September 2011 im Rahmen einer Zeremonie in Tanger statt, an der Sarkozy und Mohammed VI. teilnahmen. Ursprünglich ging man von einer Inbetriebnahme im Dezember 2015 aus, doch musste dieser Termin um zweieinhalb Jahre verschoben werden. Beim UIC-Kongress im Juli 2015 in Tokio machte ONCF-Direktor Mohammed Smouni insbesondere Schwierigkeiten beim Landerwerb dafür verantwortlich. Zu diesem Zeitpunkt war das Projekt zu etwa 70 % vollendet.
Die feierliche Eröffnung durch König Mohammed VI. und den französischen Präsidenten Emmanuel Macron fand am 15. November 2018 statt. Beide stiegen am Bahnhof Tanger-Ville in den Hochgeschwindigkeitszug und fuhren bis Rabat. Die gesamten Kosten sollen sich auf 22,9 Milliarden Dirham (2 Milliarden Euro) belaufen haben.
Die Schnellfahrstrecke wird für eine potenzielle Höchstgeschwindigkeit von 350 km/h errichtet, im Normalbetrieb wird mit 320 km/h gefahren. Nach der Eröffnung verkehren die Züge zwischen Kenitra und Casablanca auf der Altbaustrecke, die heute mit bis zu 160 km/h befahren werden kann. Seit 2012 wird die doppelspurige Strecke um ein drittes Gleis ergänzt. Sobald dieses auf der ganzen Länge befahrbar ist, werden die bestehenden Gleise ersetzt, sodass die Höchstgeschwindigkeit auf 220 km/h erhöht werden kann. Mit dieser Ausbaustrecke wird die Fahrtzeit im Jahr 2020[veraltet] um weitere 40 Minuten reduziert.

### Weiterer Ausbau
Die Kosten für eine sich anschließende Schnellfahrstrecke zwischen Kenitra und Marrakesch werden mit 40 Milliarden Dirham (3,6 Milliarden Euro, 3,5 Milliarden Franken), für die Strecke zwischen Marrakesch und Agadir mit 50 Milliarden Dirham (4,5 Milliarden Euro, 4,3 Milliarden Franken) angegeben.

## Angebot und Reisezeiten
Seit der Eröffnung werden zunächst neun durchgehende Verbindungen zwischen Tanger und Casablanca pro Richtung angeboten, die ersten Züge verlassen jeweils gegen 6 Uhr Tanger bzw. Casablanca und erreichen ihr Ziel gegen 8 Uhr. Die letzten Züge beginnen ihre Fahrt gegen 21 Uhr und erreichen gegen 23 Uhr ihren Zielbahnhof.
| Ort        | Vor Neubau | aktuell    |
| ---------- | ---------- | ---------- |
| Tanger     | - -        | - -        |
| Kenitra    | 3 h 05 min | 50 min     |
| Rabat      | 3 h 45 min | 1 h 20 min |
| Casablanca | 4 h 45 min | 2 h 10 min |

## Fahrzeuge

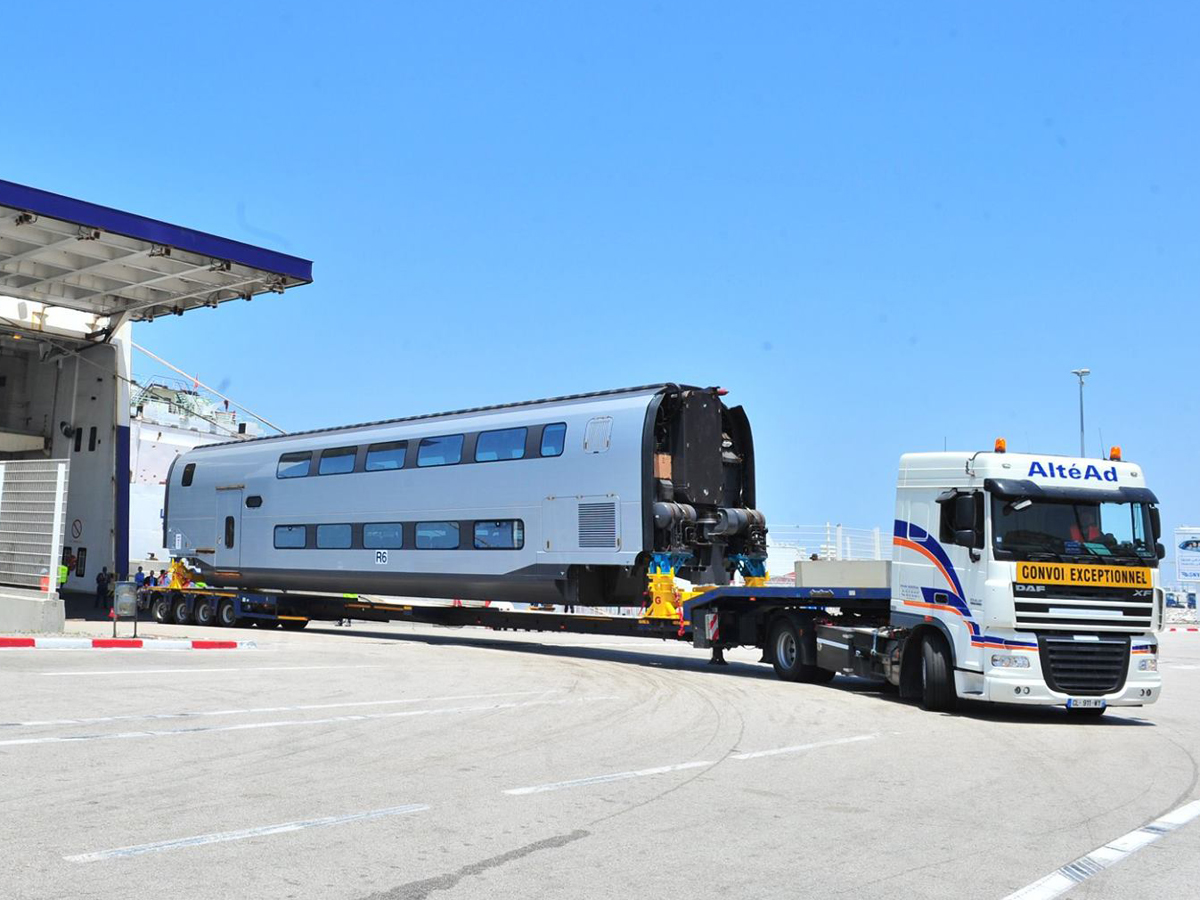
Ankunft eines TGV-Zugteils per Tieflader in Tanger (Juli 2015)

Für die Schnellfahrstrecke beschaffte die ONCF 14 TGV-Euroduplex-Züge des Herstellers Alstom. Sie orientieren sich an den TGV-Duplex-Zügen der 3. Generation, sind mehrsystemfähig (25 kV 50 Hz ~ sowie 3 kV =) und an die marokkanischen Witterungsbedingungen angepasst.
Die erste Einheit erreichte Marokko am 29. Juni 2015, bis Ende April 2016 kamen neun weitere Zugeinheiten in Tanger an, um zusammengestellt zu werden. Die ersten Fahrtests begannen am 20. Januar 2016 auf der bestehenden Strecke zwischen Kénitra und Casablanca, sowohl mit der Regelgeschwindigkeit von 160 km/h wie der Höchstgeschwindigkeit von 200 km/h. Die Tests auf der Schnellfahrstrecke wurden zwischen Februar 2017 und Juni 2018 absolviert.

## Finanzierung
Die Kosten der LGV Tanger–Kenitra werden auf ca. 1,8 Milliarden Euro (bzw. 20 Milliarden Dirham) veranschlagt. Davon entfallen 900 Millionen auf die Bahninfrastruktur, 500 Millionen auf die Ausrüstung und 400 Millionen auf die Fahrzeuge. An der Finanzierung sind verschiedene Partner beteiligt. Etwas mehr als die Hälfte (920 Millionen Euro) tragen französische und europäische Partner bei (zum Teil in Form von Entwicklungshilfe), der marokkanische Staat und die Hassan-II-Stiftung zusammen 500 Millionen Euro. Verschiedene arabische Staatsfonds beteiligen sich mit insgesamt 380 Millionen Euro.